# Крекінг-установки Норко
Крекінг-установки Норко — виробництво нафтохімічної промисловості в Луїзіані, розташоване на лівому березі Міссісіпі за два десятки кілометрів від західної околиці Нового Орлеану.
З 1920-го в Луїзіані почав роботу нафтопереробний завод компанії New Orleans Refining Company (NORCo), який у 1929-му придбав енергетичний гігант Shell. Розташоване поряд з цим заводом нафтохімічне виробництво включає введені в експлуатацію у 1975-му та 1981-му роках дві установки парового крекінгу (піролізу) вуглеводневої сировини. Вони неодноразово проходили модернізацію з підвищенням потужності, наприклад, у 1996-му (додаткові 182 тисячі тонн етилену на рік), 1999-му (плюс 200 тисяч тонн етилену) та 2000-му (ще 250 тисяч тонн). В підсумку загальна річна потужність по етилену двох установок станом на середину 2010-х досягнула 1452 тисяч тонн.
Особливістю виробництва Shell у Норко є переважне використання одного з найважчих (як для нафтохімії) видів сировини — газойлю, який складає 60 % підданих піролізу вуглеводнів (ще 35 % припадає на трохи легший газовий бензин і лише 5 % на етан). Як наслідок, окрім етилену установка виробляє біля 630 тисяч тонн пропілену та 160 тисяч тонн бутадієну на рік.
Одним зі споживачів виробленого на майданчику етилену є завод альфа-олефінів у Гейсмарі (шість десятків кілометрів на північний захід від Норко).